# Mercan'Tour Classic Alpes-Maritimes
De Mercan’Tour Classic Alpes-Maritimes is een eendaagse wielerwedstrijd, die sinds 2021 wordt gehouden. De race wordt verreden rond het skigebied Valberg gelegen in het Franse departement Alpes-Maritimes. De eerste editie zou plaatsvinden in 2020 maar werd afgelast vanwege de coronapandemie. Zodoende vond de eerste editie plaats in 2021. Deze werd gewonnen door Guillaume Martin.
De race die wordt georganiseerd door Club Alpes Azur vindt jaarlijks plaats in mei. Tevens is de wedstrijd onderdeel van de UCI Europe Tour en de Coupe de France kalender.

## Lijst van winnaars

### Overwinningen per land
| Overwinningen | Land                        |
| ------------- | --------------------------- |
| 2             | Frankrijk                   |
| 1             | Denemarken, Ecuador, Spanje |

2021 · 2022 · 2023 · 2024